# Třída County (1960)
Třída County byla třída torpédoborců Britského královského námořnictva. Byly to vůbec první postavené britské raketové torpédoborce. Zároveň jako první britské torpédoborce nesly palubní vrtulník. Třída byla postavena pro obranu svazů letadlových lodí pomocí první generace britských protiletadlových řízených střel typu Sea Slug. Postaveno bylo celkem osm jednotek této třídy. Dvě z nich byly nasazeny roku 1982 ve válce o Falklandy. Britové je postupně vyřazovali v druhé polovině 70. a v průběhu 80. let. HMS Kent a HMS Fife na sklonku své kariéry v Royal Navy sloužily jako cvičné lodě. Po jejich vyřazení čtyři jednotky zakoupilo Chile a jednu Pákistán. Všechny torpédoborce již byly vyřazeny ze služby.

## Pozadí vzniku
Třída County představovala velká plavidla primárně poskytující protivzdušnou ochranu svazům letadlových lodí. Primárně byla platformou pro nesení rozměrných řízených střel Sea Slug. První čtyřkusové série County Batch I, zahrnující torpédoborce Devonshire (D02), Hampshire (D06), London (D16) a Kent (D12), byla objednána v letech 1955–1957. Stavba probíhala v letech 1959–1963, přičemž do služby torpédoborce vstupovaly v letech 1962–1963. Druhá čtyřkusová série County Batch II, zahrnující torpédoborce Fife (D20), Glamorgan (D19), Antrim (D18) a Norfolk (D21) byla objednána po dvou párech v letech 1962 a 1965. Stavba probíhala v letech 1962–1970, přičemž do služby torpédoborce vstupovaly v letech 1966–1970.
Jednotky třídy County:
| Jméno            | Série    | Loděnice                      | Založení kýlu   | Spuštěna           | Zařazena do služby | Status                                                                                          |
| ---------------- | -------- | ----------------------------- | --------------- | ------------------ | ------------------ | ----------------------------------------------------------------------------------------------- |
| Devonshire (D02) | Batch I  | Cammell Laird, Birkenhead     | 9. března 1959  | 10. června 1960    | 15. listopadu 1962 | Roku 1978 nevyšla jednání o prodeji plavidla do Egypta. Potopen jako cvičný cíl 1984.           |
| Hampshire (D06)  | Batch I  | John Brown, Clydebank         | 26. března 1959 | 16. března 1961    | 15. března 1963    | Vyřazen 1976. Prodán do šrotu 1979.                                                             |
| London (D16)     | Batch I  | Swan Hunter, Wallsend         | 26. února 1960  | 7. prosince 1961   | 14. listopadu 1963 | Zvažována přestavba na minonosku. Roku 1982 jej získal Pákistán jako Babur (C84). Vyřazen 1994. |
| Kent (D12)       | Batch I  | Harland & Wolff, Belfast      | 1. března 1960  | 27. září 1961      | 15. srpna 1963     | Vyřazen 1980, využíván při výcviku.                                                             |
| Fife (D20)       | Batch II | Fairfield Shipbuilding, Govan | 31. května 1962 | 9. července 1964   | 21. června 1966    | V srpnu 1987 jej získalo Chile jako Almirante Blanco Encalada (15). Vyřazen.                    |
| Glamorgan (D19)  | Batch II | Vickers-Armstrongs, Newcastle | 13. září 1962   | 9. července 1964   | 13. října 1966     | V říjnu 1986 jej získalo Chile jako Almirante Latorre (14). Vyřazen.                            |
| Antrim (D18)     | Batch II | Fairfield Shipbuilding, Govan | 20. ledna 1966  | 10. října 1967     | 14. července 1970  | V červnu 1984 jej získalo Chile jako Almirante Cochrane (12). Vyřazen.                          |
| Norfolk (D21)    | Batch II | Swan Hunter, Wallsend         | 15. března 1966 | 16. listopadu 1967 | 7. března 1970     | V dubnu 1982 jej získalo Chile jako Capitan Prat (11). Vyřazen.                                 |

## Konstrukce

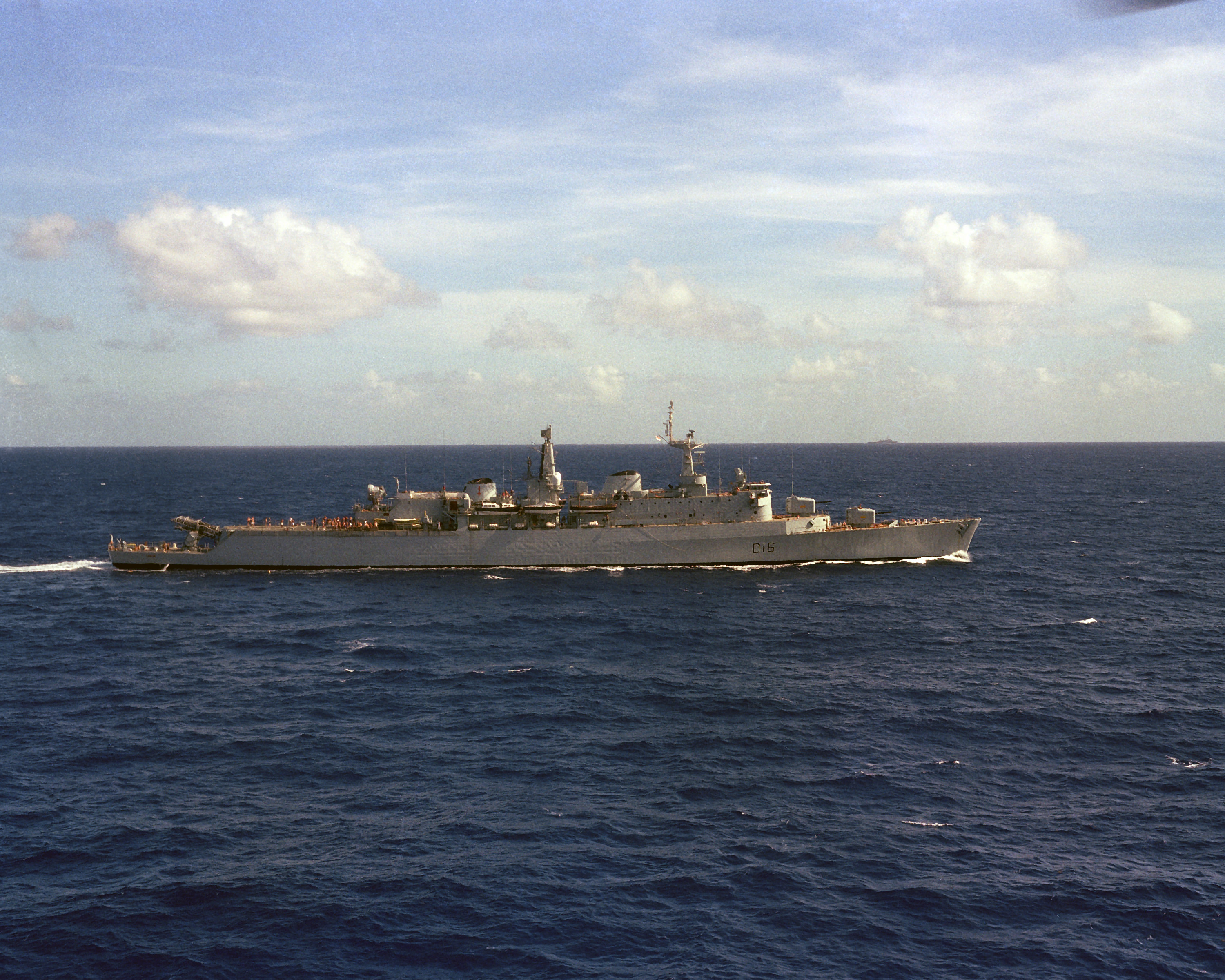
HMS London byl představitelem první série třídy County

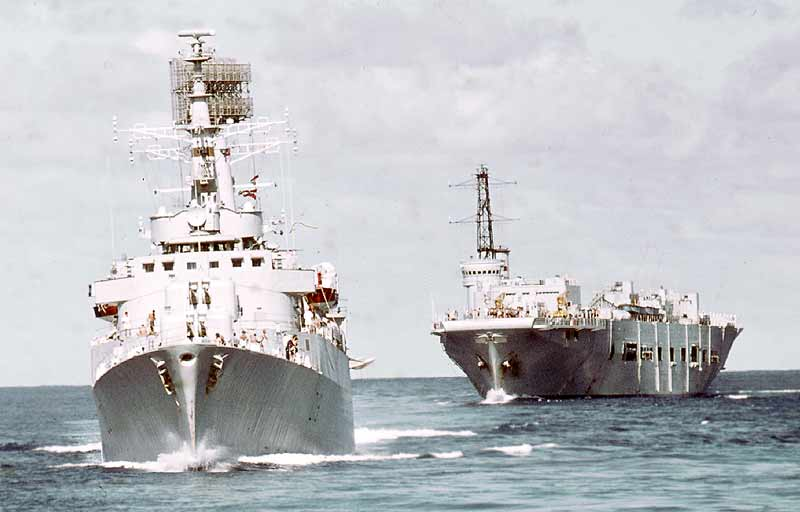
HMS Glamorgan a opravárenská loď Triumph v Atlantiku

### První série Batch I
První série torpédoborců nesla čtyři dvouúčelové poloautomatické 114mm kanóny Mk.6 ve dvoudělových věžích na přídi, doplněné dvěma protiletadlovými 20mm kanóny Mk.4 v jednohlavňové lafetaci. Na zádi bylo umístěno dvojnásobné odpalovací zařízení protiletadlových řízených střel Sea Slug Mk.1 s dosahem cca 40 km. Systém byl nabíjen automaticky a v rozměrném muničním skladu se nacházelo celkem 36 střel. Pro bodovou obranu plavidla sloužily dva čtyřnásobné protiletadlové raketové komplety GWS-21 Sea Cat. Ze zádi torpédoborce mohl operovat vrtulník Westland Wessex. Přístup k hangáru však byl vyřešen poměrně neprakticky. Pohonný systém byl koncepce COSAG. Kombinoval dva kotle Babcock & Wilcox se dvěma soustavami parních turbín o výkonu 30 000 hp a čtyři plynové turbíny Metrovick G6 o výkonu 30 000 hp. Lodní šrouby byly dva. Nejvyšší rychlost dosahovala 30 uzlů. Dosah byl 3500 námořních mil při rychlosti 28 uzlů.

### Druhá série Barch II
Torpédoborce nesly modernizovaný radar Typ 965 AKE-2, modernizované střely GWS-22 Sea Cat a Sea Slug Mk.2. Počet střel byl omezen na 30 kusů.

### Modernizace
První čtveřice byla během služby vybavena modernizovanou verzí střel GWS-22 Sea Cat. Roku 1972 začala zkušební úprava torpédoborce Norfolk pro nesení protilodní střel. Odstraněna byla druhá dělová věž a na jejím místě se objevily čtyři kontejnery francouzských protilodních střel MM.38 Exocet. Zároveň byl vybaven vylepšeným radarem typu 992Q. Roku 1974 Norfolk jako první britská válečná loď vypustil protilodní střelu.
V letech 1974–1976 byla modernizována zbývající plavidla druhé série třídy County. Především byly posíleny úderné schopnosti plavidel instalací protilodních střel MM.38 Exocet a nové elektroniky. Lehké kanóny byly nahrazeny dvěma kusy ráže 40 mm, oba komplety Sea Cat byly zachovány, plavidla však byla navíc vybavena dvěma tříhlavňovými 324mm torpédomety STWS.1. Z nich byla odpalována lehká protiponorková torpéda.

## Operační služba
Třída County měla nákladný provoz a údržbu. Torpédoborec Hampshire byl už roku 1976 vyřazen a využíván jako zdroj náhradních dílů pro své sesterské lodě. Torpédoborce Glamorgan a Antrim byly roku 1982 nasazeny ve válce o Falklandy. Glamorgan zde poškodil zásah protilodní střelou Exocet, přičemž Antrim zasáhla jedna letecká puma, která však nevybuchla. Obě lodě válku přečkaly.

## Zahraniční uživatelé
Chile

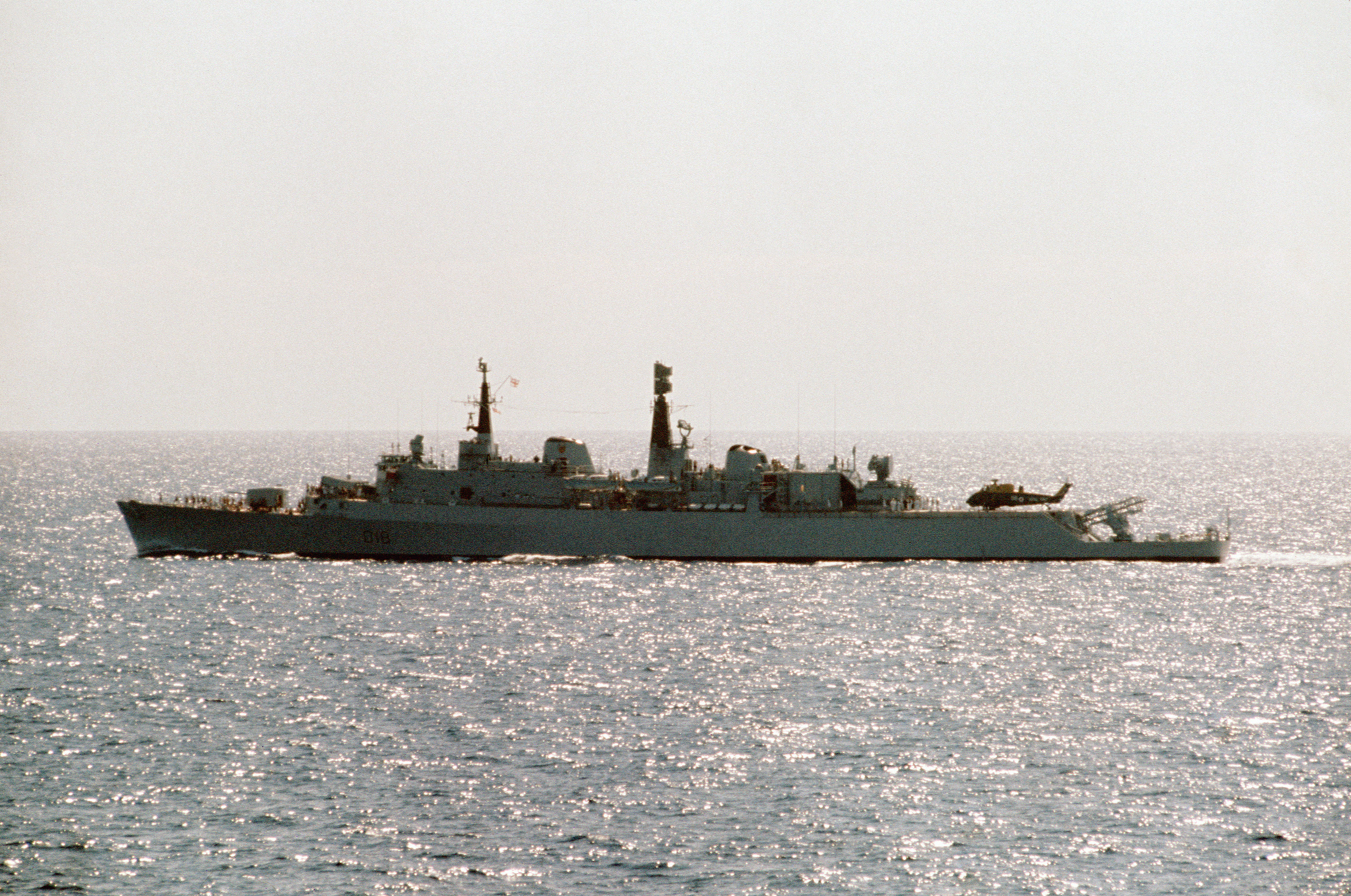
HMS Antrim v roce 1976. Z plošiny nad systémem Sea Slug mohl operovat jeden vrtulník.

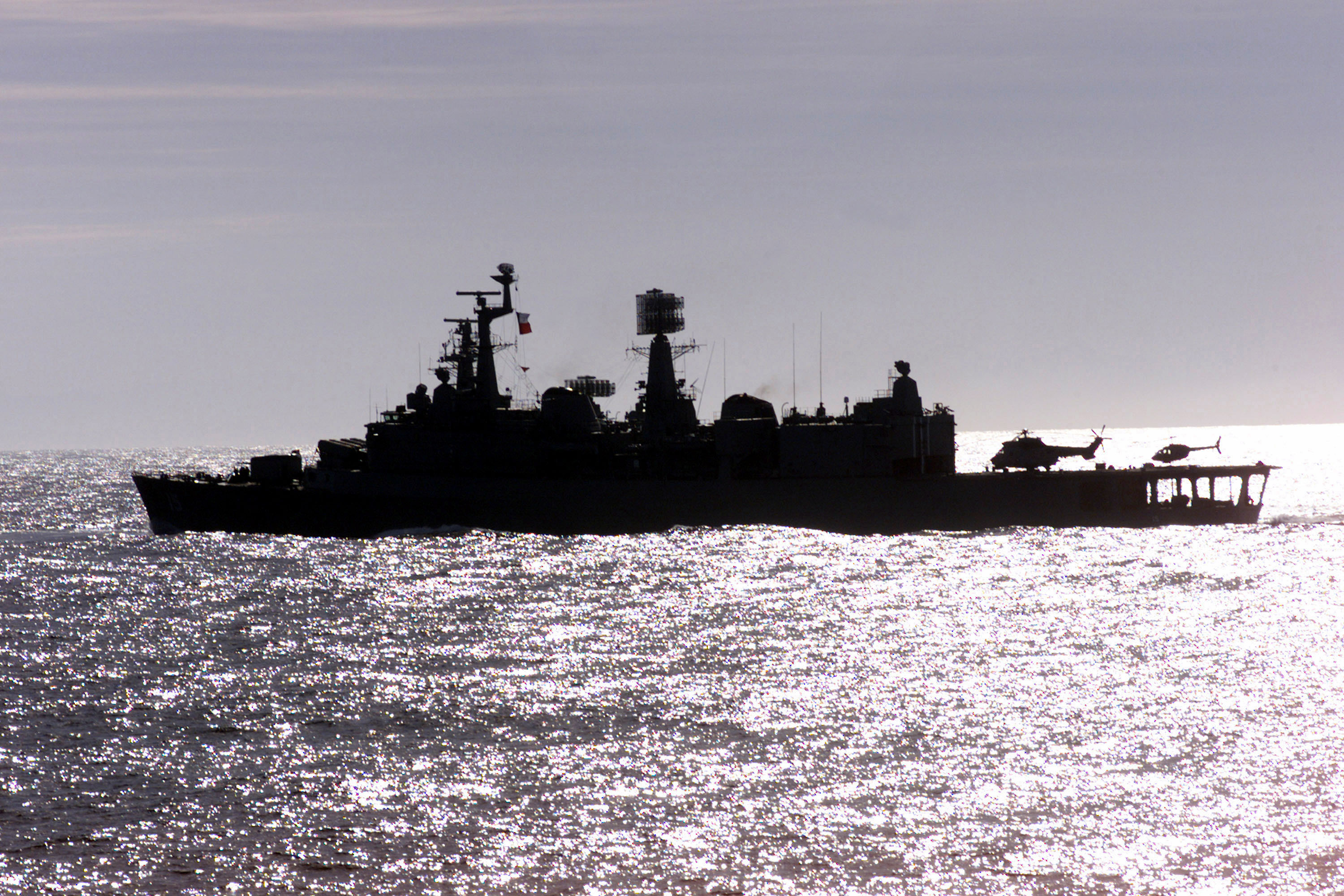
Chilská fregata Almirante Blanco Encalada. Patrná je prodloužená přistávací plocha pro vrtulníky.

- Chile – Chilské námořnictvo získalo celkem čtyři jednotky třídy County, které tehdy výrazně posílily jeho bojové schopnosti. V roce 1982 byl zakoupen torpédoborec Capitan Prat (11, ex Norfolk), v roce 1984 Almirante Cochrane (12, ex Antrim), v roce 1986 Almirante Latorre (14, ex Glamorgan) a konečně v roce 1987 Almirante Blanco Encalada (15, ex Fife).[7] Systém Sea Slug byl instalován jen u dvou lodí. Systém Sea Cat během služby nahradila dvě osminásobná vypouštěcí zařízení protiletadlových řízených střel Barak 1. Torpédoborce Almirante Cochrane a Almirante Blanco Encalada byly navíc vybaveny hangárem a prodlouženou přistávací plochou, takže mohly operovat se dvěma středními vrtulníky.[5] Všechny již byly vyřazeny.

 Pákistán
- Pákistán – Pákistánské námořnictvo v roce 1982 odkoupilo vyřazený torpédoborec London a do roku 1994 jej provozovalo jako Babur (C84).[8] Výzbroj torpédoborce tvořily čtyři 114mm kanóny, šest 37mm kanónů, osm 23mm kanónů, jeden 20mm systém Phalanx CIWS a dva komplety Sea Cat. Z Baburu rovněž mohl operovat protiponorkový vrtulník Westland Sea King.[9]